# Мацуура (Нагасакі)

Мацуура (яп. 松浦市, まつうらし, МФА: [mat͡suːɾa ɕi̥]?) — місто в Японії, в префектурі Нагасакі.     Отримало статус міста 1955 року. Площа становить 130,38 км². Станом на 1 серпня 2011 року населення складало 24 634  осіб, густота населення — 189 осіб/км².     

## Історія
У середньовіччі район Мацуури був осередком японських піратів. У 15 столітті заможні пірати перетворилися на регіональних володарів, отримавши статус самураїв. У другій половині 16 столітті Мацууру відвідали єзуїтські місіонери, які навернули у християнство місцевих самураїв та значну частину населення. Вони зберігали вірність своїй вірі навіть у період гонінь 17 — 19 століття.
Мацуура отримала статус міста 31 березня 1955 року.